# Mike Miller
Mike Miller, właśc. Michael Lloyd Miller (ur. 19 lutego 1980 w Mitchell) – amerykański koszykarz grający na pozycji rzucającego obrońcy. Znany jest ze swojej skuteczności w rzutach za 3 punkty.
W 1998 wystąpił w meczu gwiazd amerykańskich szkół średnich - McDonald’s All-American.
Od 1998 do 2000 uczęszczał do University of Florida. Jako student drugiego roku razem z drużyną Florida Gators, doszedł do finałów NCAA, gdzie przegrali z Michigan State Spartans. W 2000 został wybrany z piątym numerem w drafcie NBA przez Orlando Magic. Po tym sezonie otrzymał NBA Rookie of the Year Award – nagrodę dla najlepszego debiutanta w NBA. Jego następnym klubem było Memphis Grizzlies, do którego przeszedł w 2003. W sezonie 2005/2006 zdobył nagrodę najlepszego rezerwowego. W tamtym sezonie Miller zdobywał średnio 13,7 punktów, 5,4 zbiórek i 2,7 asyst na mecz, uzyskując 47% skuteczność rzutów z pola oraz 41% zza linii trzech punktów, grając 30,6 minut na mecz. Po sezonie 2006/2007 został powołany do reprezentacji Stanów Zjednoczonych w koszykówce. 26 czerwca 2008 w ramach wymiany przeszedł do Minnesoty Timberwolves. Latem 2009 przeszedł razem z Randym Foye'em do Washington Wizards w zamian za Ołeksija Peczerowa, Etana Thomasa, Dariusa Songaila oraz wybór w drafcie. 9 lipca 2010 dołączył do składu marzeń Miami Heat, czyli LeBrona Jamesa, Dwayne'a Wade'a i Chrisa Bosha. Mistrz NBA wraz z Miami Heat z sezonu 2011/12 oraz sezonu 2012/13.
16 lipca 2013, Heat wykorzystali na kontrakcie Millera prawo do amnestii, przez co Miller został wolnym agentem. 30 lipca 2013 Miller podpisał kontrakt z Memphis Grizzlies.
5 sierpnia 2014 podpisał kontrakt z Cleveland Cavaliers. 27 lipca 2015 roku trafił w wyniku wymiany do klubu Portland Trail Blazers. 28 września został zwolniony. 30 września zawarł umowę z Denver Nuggets. 21 lipca 2016 przedłużył umowę z zespołem, z Kolorado. 11 lipca 2017 został zwolniony.

## Osiągnięcia

### NBA
- 2-krotny mistrz NBA (2012, 2013)
- 2-krotny wicemistrz NBA (2011, 2015)
- Debiutant roku NBA (2001)[16]
- Wybrany do I składu debiutantów NBA (2001)[17]
- Najlepszy rezerwowy sezonu (2006)[18]

### Reprezentacja
- Mistrz:
  - Ameryki (2007)
  - Igrzysk Dobrej Woli (2001)
  - Ameryki U–18 (1998)